# Mont Jarvis
El Mont Jarvis és un erosionat volcà en escut que es troba a les muntanyes Wrangell, a l'est d'Alaska. Es troba a l'interior del Parc i Reserva Nacionals Wrangell - Saint Elias, uns 16 km a l'est del cim del Mont Wrangell.
El mont Jarvis té dos pics prominents connectats per una estreta cresta. El cim principal fa 4.091 m. El segon cim es troba a uns 5 km al nord-nord-oest i fa 3.970 m. Tota l'àrea cimera es troba coberta per una gran glacera. Espectaculars penya-segats i cascades de gel cauen d'ell.
El nom li fou donat el 1903 per F. C. Schrader, un geòleg del Servei Geològic dels Estats Units, en record del tinent David H. Jarvis, que va passar diversos anys a Alaska.